# 胡伯俊
胡伯俊（1958年7月—），男，湖南长沙人，中华人民共和国政治人物。湘潭师专（现湖南科技大学）干部专修科中文专业毕业，湖南大学研究生部管理工程专业、中央党校研究生院在职研究生班科学社会主义专业研究生。

## 生平
1977年7月加入中国共产党。历任湘潭市人大常委会办公室秘书科副科长、科长，研究室副主任；中共湘乡市委副书记；共青团湘潭市委书记，共青团湖南省委常委、办公室主任，共青团湖南省委副书记、湖南省青年联合会主席。
2000年2月，任中共张家界市委副书记。2003年，任张家界市人民政府市长。2004年4月，挂职财政部教科文司副司长。2007年4月，任中共张家界市委书记。
2013年3月，任中共湖南省委组织部副部长、湖南省人力资源和社会保障厅厅长、党组书记。2015年11月，任中共湖南省委组织部常务副部长、湖南省人力资源和社会保障厅厅长、党组书记。2016年1月，被免去湖南省人力资源和社会保障厅厅长职务。
2018年1月，当选为湖南省第十三届人大常委会秘书长。2021年7月30日辞职。